# Blavozy
Blavozy é uma comuna francesa na região administrativa de Auvérnia-Ródano-Alpes, no departamento de Alto Loire. Estende-se por uma área de 6,39 km². Em 2010 a comuna tinha 1 720 habitantes (densidade: 269,2 hab./km²).